# Ата-журт
Ата-журт (на киргизки: Ата-журт, „Отечество“) е дясноцентристка политическа партия в Киргизстан. Партията е основана през 2004 година от тогавашния посланик на страната в САЩ Роза Отунбаева, но самата тя е отхвърлена от кандидат-президентските листи, защото по това време не отговаря на изискването да е живяла пет години в страната преди датата на изборите. През 2005 година партията е основната сила срещу управлението на президента Аскар Акаев. Ата-журт подкрепя сваления президент Курманбек Бакиев.
През 2015 година участва в изборите в коалиция с паритяат Республика и двете партии печелят 20% от гласовете и 28 места в парламента.